# Junior Hemingway
Kenneth Earl Hemingway , Jr., detto Junior (Conway, 27 dicembre 1988), è un ex giocatore di football americano statunitense che gioca nel ruolo di wide receiver per i Kansas City Chiefs della National Football League (NFL). Fu scelto nel corso del settimo giro (238º assoluto) del Draft NFL 2012 dai Chiefs. Al college ha giocato a football coi Michigan Wolverines.

## Carriera professionistica

### Kansas City Chiefs
Il 28 aprile 2008, Hemingway fu scelto nel corso del settimo giro del Draft 2012 dai Kansas City Chiefs. Fu uno dei tre giocatori dei Michigan Wolverines ed uno dei 41 della Big Ten ad essere selezionato. L'11 maggio, il giocatore firmò un contratto quadriennale con la franchigia. Nella sua stagione da rookie disputò una sola gara. Nella prima gara della stagione 2013, segnò il suo primo touchdown contro i Jacksonville Jaguars. Il secondo lo segnò nella settimana 13 contro i Denver Broncos.

## Vittorie e premi
Nessuno

## Statistiche
| Partite totali      | 13 |
| Partite da titolare | 0  |
| Yard ricevute       | 69 |
| Touchdown           | 2  |